# Wilczy Schron
Wilczy Schron – jaskinia w Dolinie Małej Łąki w Tatrach Zachodnich. Wejście do niej znajduje się w ścianie opadającej z Kotlin do Niżniej Świstówki, w pobliżu Jaskini przy Przechodzie, na wysokości 1660 m n.p.m. Długość jaskini wynosi 11 metrów, a jej deniwelacja 1 metr.

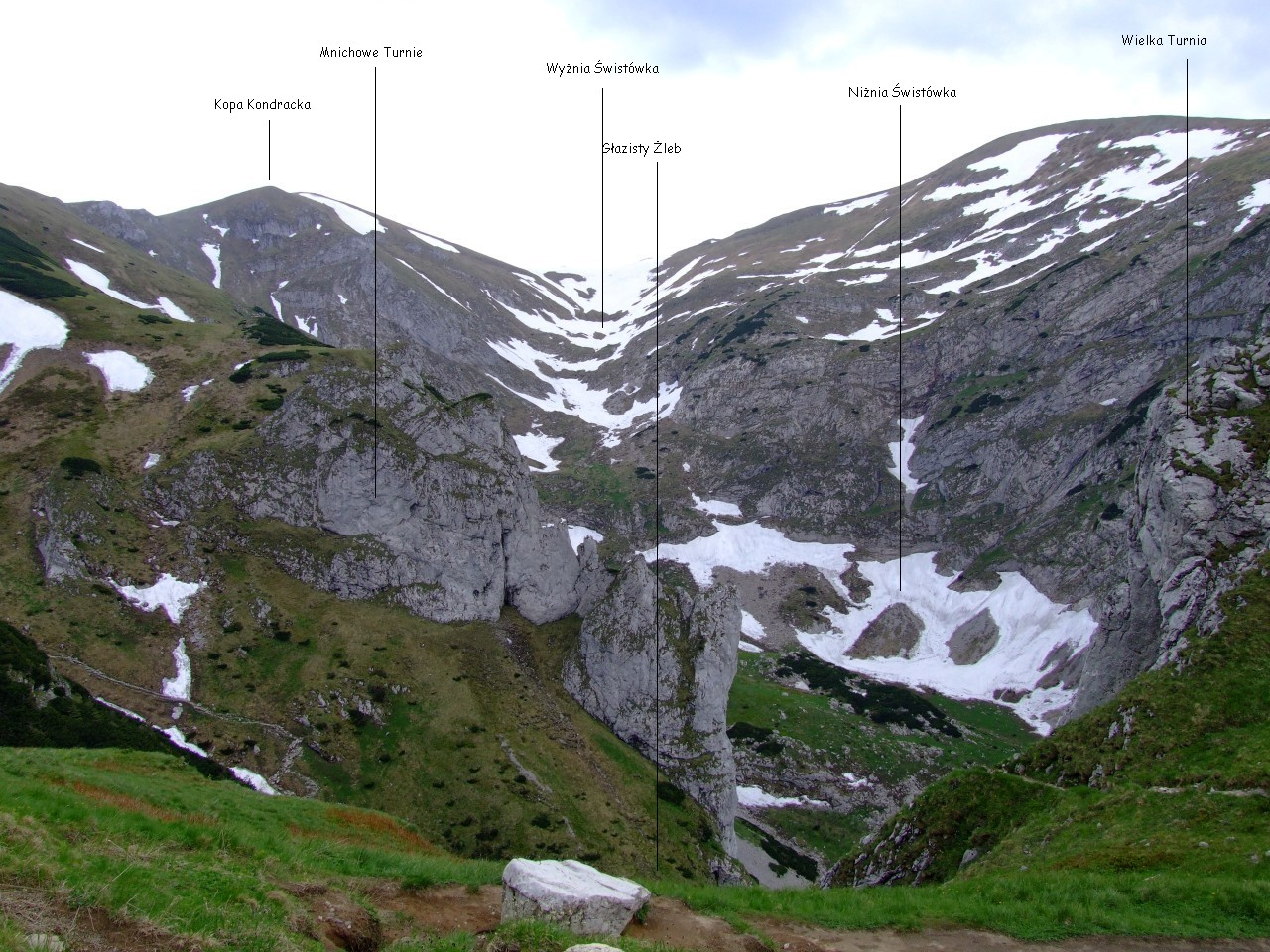
Niżnia Świstówka. Na wprost po prawej ściana opadająca z Kotlin

## Opis jaskini
Jaskinia składa się z dużej, ale niskiej sali, do której prowadzi niewielki otwór wejściowy oraz odchodzącego z niej korytarza, rozdzielającego się na dwa ciągi: pochylnię zakończoną zawaliskiem i ciasny korytarzyk również kończący się zawaliskiem.

## Przyroda
W jaskini brak jest nacieków i roślinności.

## Historia odkryć
Jaskinię odkrył A. Wilczek z AKG Kraków w październiku 1982 roku. Jej plan i opis sporządzili w 1999 roku R. Mateja i M. Wierzbowski.